# Nižegorodci
Nižegorodci (v ruském originále Нижегородцы, tj. obyvatelé Nižního Novgorodu) je první opera českého skladatele a dirigenta Eduarda Nápravníka působícího v Petrohradu. Libreto napsal spisovatel a autor řady přeložených i původních libret Pjotr Ivanovič Kalašnikov (1828-1897). Premiéra se konala 27. prosince 1868 (dle gregoriánského kalendáře 8. ledna 1869) v petrohradském Mariinském divadle. Opera měla ve své době značný úspěch a sporadicky se udržela v ruském repertoáru do poloviny 20. století.

## Vznik a historie díla
Skladatel českého původu Eduard (Francevič) Nápravník působil od roku 1861 v Rusku a brzy se zapojil do tamějšího operního života. Již roku 1862 poprvé zaskočil jako pianista v carském Mariinském divadle, o rok později tam byl oficiálně jmenován varhaníkem a pomocníkem kapelníka, roku 1864 poprvé dirigoval operu (Mozartova Dona Giovanniho) a od roku 1867 se stal druhým kapelníkem divadla. V té době se seznámil s tehdejším ruským operním repertoárem, aby napsal svou první operu, a to v ruštině, na ruský námět a hudebně přímo čerpající z ruské tradice.
Podle Nápravníkova vyjádření byla hlavním důvodem k napsání opery snaha přilepšit si finančně; ve svých zápiscích osvětluje i další okolnosti vzniku opery:
„Popudem k složení opery Nižegorodci byla tedy moje krajně tíživá hmotná situace v době, kdy jsem nastoupil v roce 1863 do imperátorské ruské opery. Předtím jsem si vydělal na soukromých hodinách až 350 rublů za měsíc. Velmi zajímavá činnost na nácviku oper a moje povinná přítomnost na všech večerních představeních za účelem seznámení se s repertoárem mě velmi zajímala, ale současně i odváděla od soukromých hodin; poté, co jsem o většinu z nich přišel, zůstal mi jen ten nízký výdělek 800 rublů ročně pro mě a mou rodinu. Byl jsem nucen žít na dluh, a proto jsem hledal záchranu v uskutečnění své ne právě skromné myšlenky napsat operu a požádat potom ředitelství o benefici z prvního představení, jako odměnu za mou mnohostrannou činnost pomocníka kapelníka a varhaníka. Svůj nápad jsem tedy uskutečnil. Libreto napsal P. I. Kalašnikov, já sám jsem začal psát na jaře 1867. Do jara 1868 jsem ukončil tři dějství, poslední – čtvrté – jsem si vzal s sebou do zahraničí, kam jsem na radu vynikajícího profesora S. P. Botkina odjel na léčení. V Německu jsem napsal poslední dějství, jeho orchestraci potom ve Francii v Dieppe, poslal jsem ho potom do opisovačské dílny imperátorských divadel k rozepsání a dostal jsem odtud povolení k prvnímu představení v můj prospěch. V září se přistoupilo k nastudování opery, jejíž první představení se konalo 27. prosince 1868. Tak tedy vznikla moje první opera Nižegorodci. Od té doby plat z divadla, zisk z poloviční benefice a autorský honorář za první sezonu představoval částku více než dostatečnou pro pokrytí mých dluhů.“

Nižegorodci jsou součástí řady významných oper na téma zvláště obtížného období ruské historie, totiž zmatků od vlády Ivana Hrozného po nastolení Romanovců. Události předcházející ději Nápravníkovy první opery popisují Rimského-Korsakovova Pskoviťanka (1868-72) a Carská nevěsta (1898), Čajkovského Opričnik (1874), Musorgského Boris Godunov (1868-72) a Dvořákův Dimitrij (1882), následuje Glinkův Život za cara (1842). Chronologicky Nižegorodci navazuje na Glinkovo zakladatelské dílo v oboru ruské historické opery. Námětem je podobně jako u Života za cara boj Rusů za vlast proti vnějším uchvatitelům a stejně jako u Glinky je proti zrádné vysoké šlechtě stavěn hrdinský lidový element, který skladatel podtrhl mj. hudebním zdůrazněním postavy kupce Kuzmy Minina. Nápravník se také v hudbě jednoznačně přidržel Glinkova stylu, obohaceného o prvky západní velké opery i italského stylu, ale i o názvuky ruské lidové hudby. To bylo také jedním z důvodů značného počátečního úspěchu jeho prvního operního pokusu.
Díky úspěšné premiéře se Nádvorník stal již roku 1869 prvním kapelníkem petrohradského Mariinského divadla a zůstal jím několik desetiletí. V této funkci uvedl v premiéře zmíněná (a jiná) vrcholná díla ruské historické opery, která Nižegorodce postupně vytlačila na okraj repertoáru. Podle Nápravníkových zápisků z počátku 20. století byli Nižegorodci uváděni v carském divadle v Petrohradě do premiéry do roku 1892, a to celkem 62krát. Dále se dávali v carském divadle v Moskvě – premiéra se konala 30. září 1884 a Nápravník ji přijel osobně dirigovat –, hráli se zde do roku 1894 a dosáhli zde celkem 25 představení. Jen představení v těchto dvou divadlech představovala celkové příjmy 175 000 rublů a Nápravníkovi přinesla autorský honorář 15 000 rublů. Vedle toho se opera hrála i v menších provinčních ruských divadlech, poprvé 1878 v Kazani. Poslední nastudování je zaznamenáno v roce 1942 (charakteristicky) v operním divadle v Gorkém, tj. Nižním Novgorodě, dějišti opery. Některé melodie byly populárními sólovými čísly: obě árie Olgy Ach, kuda pošli (Ах, куда пошли) a Prošlo dva mesjaca (Прошло два месяца) pro soprán, píseň Minina pro bas, romance Kuratova pro tenor; pěvecké sbory si oblíbily sbor v lidovém tónu (chorovod) Storona ľ, storonka (Сторона ль, сторонка).
Mimo Rusko byli Nižegorodci provedeni pouze v Nápravníkově vlasti. O jejich uvedení v pražském Prozatímním divadle se uvažovalo již za kapelnictví Bedřicha Smetany, nakonec je však premiéroval až Jan Nepomuk Maýr 5. listopadu roku 1875 v překladu Jaromíra Hrubého. Premiéra byla úspěšná, pražská kritika, které již byly díky Prozatímnímu divadlu seznámeny s Glinkovou operní tvorbou, premiéru vřele přivítala a byla překvapena zejména „ruskostí“ Nápravníkovy hudby: Pravidlem vedl tu hlavní slovo ryze ruský typus hudební, podobným způsobem, jako velký Glinka, první pěstitel dramatické hudby národně ruském ve svých vzorných zpěvohrách to byl ukázal. Značně kritizována však byla historicky zmatená výprava. Následovaly však pouhé dvě reprízy, navštívené jen nepočetným a málo nadšeným publikem.

## Osoby
- Kníže Borovskij, baryton
- Olga, jeho dcera, soprán
- Xenie, její společnice, alt
- Bojar Kuratov, tenor
- Kupec Kuzma Minin, cestující pod jménem Volkov, bas
- Tři bojaři
- Podkoní Borovského
- Dva sluhové Borovského
- Pan Strus, náčelník polského pluku
- Polský strážník
- Nádvorník
- Sluha Kuratova, lid Nižního Novgorodu a Moskvy, sedláci a selky, Poláci, hosté Borovského, pluk Strusůvm sloužící, zpěváci, šaškové a komorné u Borovského, vojsko, kníže Požarský a jeho družina.

## Děj opery
(Incipity zpěvních čísel podle překladu J. Hrubého.)
Opera se odehrává v roce 1612. Po sesazení Vasilije Šujského o ruský trůn usiluje polský král Zikmund, který obsadil část Ruska včetně Moskvy, kde je polská posádka vedená generálem Goncevským. Část bojarů ale zvolila carem králova mladého syna Vladislava. Moskevský patriarcha Germogen však vyzývá dosud neobsazená města, aby pomohla znovu obsadit Moskvu, a tím umožnila zvolit carem některého z ruských bojarů.

### 1. dějství
(1. obraz - krajina za Nižním Novgorodem) Před venkovským zájezdním hostincem se sedláci a selky veselí, tančí a zpívají vlasteneckou píseň (Pohasnul slunečka žár… Naše vlasti drahá). Nádvorník zpravuje lid o tom, že k hostinci přicházejí jakýsi kupec a bojar; venkované raději hospodský dvůr urychleně opustí. Vstupují kupec Volkov a mladý bojar Kuratov, kteří se náhodně sešli na cestě. Kupec si brzy získá bojarovu důvěru a ten se mu svěří nejen se svým ryze vlasteneckým smýšlením, ale též s nešťastnou láskou k Olze, dceři knížete Borovského, straníka krále Zikmunda a nepřítele rodiny Kuratovů (árie Světa dražší božího mně děva milostná). Oba směřují do Nižního Novgorodu, ale Kuratov má nejprve navštívit statek Borovského. Nese totiž knížeti dopis od generála Goncevského, ve kterém je Borovský žádán, aby přesvědčil nižněnovgorodské měšťany k podpoře kralevice Vladislava. Současně doufá, že se tam setká s Olgou.
Kupec Volkov tedy odchází sám; brzy však přibíhají lidé vyděšení tím, že čtyři sloužící knížete Borovského Volkova přepadli a chtějí jej zabít. Venkované se ze strachu před svým pánem nechtějí do šarvátky zapojit, bojar Kuratov však spěchá kupci na pomoc a zachrání ho. Pak odchází k Borovskému; venkované jej prosí, aby knížeti dosvědčil, že se nijak nepokoušeli jím nařízené vraždě zabránit (sbor K zemi skláníme se tobě, u knížete zastup nás).
(2. obraz - síň ve dvorci knížete Borovského) U Borovského hodují hosté, mezi nimi polští vojáci, a provolávají slávu Zikmundovi (sbor Vivat! vivat! Již chopte číše). V tu chvíli přichází podkoní sdělit Borovskému, že jeho vražedný úklad byl překažen. Kníže vysvětluje hostům, oč se jedná: kupec vezl do Nižního Novgorodu provolání patriarchy Germogena s výzvou k protipolskému odporu. Všichni jsou rozhněváni a chtějí pronásledovat bojara, který svým zásahem vraždu zmařil. Vtom však přichází Kuratov sám. Není u knížete vítán, ale je chráněn jako posel Goncevského. Kníže čte Goncevského instrukce a s Kuratovem se usmíří. Vzápětí se však opět neshodnou, když Borovský by chtěl přesvědčit Nižegorodce násilím, Kuratov pak argumenty o blahu vlasti (duet Mečem já a ohněm s nimi bych rozmlouval). Veselice pokračuje představením muzikantů, pěvců a šašků (sbor Bouře krutá s půlnoci k ránu rozbouřila). Poté se Borovský loučí s hosty a společně s Kuratovem odcházejí do Nižního Novgorodu (sbor Pouti příjemné kníže přejem tobě).

### 2. dějství
(Sad okolo zámku knížete Borovského v Nižním Novgorodě) V zahradě hovoří Borovského dcera Olga se svou důvěrnicí Xenií. V domě je hostem Kuratov, do něhož je Olga odedávna zamilována, nezná však důvod jeho nynější návštěvy (árie Ach kam zašly nám, kde se schovaly). Xenie se domnívá, že snad přijel na námluvy a že se mu podařilo překonat otcův odpor, a proto nabádá Olgu k optimismu (árie a duet Nežaluj přes příliš). Po cestě za plotem však přichází Borovský s podkoním a obě ženy z úkrytu vyslechnou, že situace se má zcela jinak. Borovského nenávist ke Kuratovovi nijak nepominula, navíc se obává, že bojar může prozradit jeho plány ("znám jemu každý kon můj černý"), a proto jej svému podkonímu nařizuje zabít (kvartet Hněvem hruď se mi bouří zlou křečí… Srdce úžas naplňuje, hrozný los je můj).
Olga a Xenie jsou zdrceny; Xenie běží Kuratova varovat, ale ten se právě objeví sám. Padnou si s Olgou do náruče a vyznávají si lásku. Protože na obměkčení Borovského není naděje, přemlouvá Kuratov Olgu, aby s ním uprchla. Ta se obává otcova hněvu a odmítá, současně však Kuratova neurčitě varuje před úklady o jeho život, o nichž se doslechla (rozsáhlý duet Můj pane: - Kdo to volá mě?.. Když mne miluješ srdcem horoucím). Kuratov odchází před přicházejícím Borovským. Olga má brzy příčinu litovat svého rozhodnutí: otec jí oznamuje, že generál Goncevský požádal o její ruku a že on mu hodlá vyhovět bez ohledu na dceřinu vůli. Xenie a služky odvádějí zdrcenou Olgu (sbor Kam se poděla blahá veselosť).

### 3. dějství
(Náměstí v Nižním Novgorodě, před Kuratovovým palácem) Na náměstí se na vyzvání bojarů shromáždil lid města (sbor Čemu statní bojarové pozvali as k roku nás). Před lid předstoupí Borovský, Kuratov i Kuzma Minin-Suchoruký (který se předtím vydával za kupce Volkova). Minin předkládá lidu poselství, které nesou Borovský a Kuratov (Poklona vám, pravoslavní, má), totiž výzvu k tomu, aby se měšťané Nižního Novgorodu – stejně jako dříve Moskvané – poddali kralevici Vladislavovi. Minin však radí nevěřit polským slibům, zvláště s ohledem na násilné tažení krále Zikmunda. V tomto názoru jej podpoří i Kuratov (zpěv Komu k rodné vlasti láska v ňadrech plane). Kníže Borovský po straně zuří. Minin vyzývá lid k tažení na Moskvu, věnuje na to svůj majetek a svým jednáním strhne bojary i váhající lid (sbor Rádi bychom k radě tvojí).
Poté, co se dav rozejde, Borovský pověřuje svého podkoního a další tři poddané, aby Kuratova zabili, a sám odjíždí rychle do Moskvy přidat se k polskému vojsku. Ti bojara skutečně napadnou, když vychází z paláce, ale lid se seběhne a útočníky přemůže. Raněný podkoní prozradí veřejně Borovského plány na vraždu Kuratova i jeho spojenectví s králem Zikmundem. Rozzuřený dav vyplení Borovského dům; knížete sice nenajdou, ale přivlečou Olgu. Nejprve ji chtějí jako dceru zrádce vlasti uvěznit, ale když Xenie prozradí, že Olga je nevěstou polského generála, hodlají ji oběsit. Přestože na její pomoc přispěchají Kuratov a poté i Minin, lid trvá na svém. Teprve když jej Minin přesvědčí, že Olga není nevěstou Poláka, ale bojara Kuratova, uvolí se ji dav propustit, ale pod podmínkou, že se s ní Kuratov okamžitě ožení v místním kostele. Modlitby za novomanžele se prolínají s modlitbami za zdar výpravy k Moskvě (sbor V prach koříme se, bože všemohoucí!).

### 4. dějství
(1. obraz – nádvoří kláštera poblíž Moskvy) Kuratov nechal svou novomanželku Olgu v bezpečí v klášteře a sám odejel s vojskem k Moskvě. Olga jej očekává (recitativ Dva prošly měsíce z těch čas a árie Mračivý byl den, plný trapných dům… Z pole dálného se vrátí). Nepřichází však Kuratov, nýbrž Olžin otec kníže Borovský. Nejprve se snaží dceru přesvědčit, aby s ním odešla k Polákům, nechala sňatek s Kuratovem zrušit a vzala si knížete Goncevského. Když však Olga rozhodně odmítá, tváří se Borovský, že jen zkoušel její lásku. Přesvědčí ji, že se s Kuratovem smířil a že ji přišel vyzvednout jeho jménem, aby ji odvezl k manželovi. Olga mu uvěří a odchází s ním (duet Rozkoší tolika jsem se dnes dočkala).
(2. obraz – nádvoří Kremlu) Polské vojsko, u nějž se nachází i Borovský s Olgou, je obleženo v Kremlu a trpí únavou, hladem a nemocemi (sbor Hlad nás zmáhá drahnou dobu). Olga si vyčítá, že uvěřila zrádným slovům svého otce. Brzy na to se dozvídá, že její otec byl na hradbách Kremlu zastřelen, a odbíhá k jeho mrtvole.
Stráže vpouštějí do Kremlu vyslance ruských obléhatelů. Je jím Kuratov, který nabízí obležencům příměří a volný odchod, pokud složí zbraně. Vyčerpaní Poláci s nadšením přijímají. Kuratov vítá ukončení bojů, přitom však želí Olgy, kterou považuje za mrtvou (árie Zdráv buď, Kremle! Rusi slávo!). Ta se však vrací a manželé se radostně shledávají (duet Těžko uvěřit v radost takovou). Odcházejí spolu do chrámu pomodlit se za Olžina otce. Na jeviště slavnostně přichází vítězné ruské vojsko v čele s knížetem Požarským (sbor Sláva tobě Rusi otcovská!